# Nanotecnologia do carbono
A nanotecnologia do carbono é o ramo da nanotecnologia que estuda a manipulação de estruturas de carbono com comprimentos de 1 a 100 nanômetros.

## História
A segunda metade do século XX foi marcada pela revolução dos "microchips", que possibilitaram a produção em massa de microcomputadores, e agregaram novas funções a itens tão diversos como eletrodomésticos, veículos e equipamentos.
Ao final desse mesmo século, novos materiais, a uma escala mil vezes menor, começaram a ser produzidos industrialmente, configurando a sua pesquisa e desenvolvimento um novo segmento do conhecimento, designado como nanociência. Embora imperceptíveis a olho nu, esses materiais ocupam um espaço cada vez maior no cotidiano da população, com aplicações na indústria têxtil, na geração de energia, na medicina, em revestimentos, entre outros.
O prefixo "nano" tem origem na palavra grega que significa anão. Colocado na frente de uma unidade de medida indica um bilionésimo dessa unidade. Assim, um nanômetro (1 nm) corresponde a um bilionésimo do metro, isto é, 10−9 metros. Nesse contexto, compreende-se:
- nanociência como o estudo das propriedades da matéria que possui uma escala de comprimento entre 1 e 100 nm; e
- nanotecnologia como o conjunto de procedimentos para a manipulação da matéria nessa escala.

Os materiais à escala nanométrica muitas vezes apresentam comportamentos completamente diferentes. Fora dos aglomerados macroscópicos, os efeitos quânticos tornam-se mais pronunciados, apresentando novas propriedades, e os elementos químicos expõe outros padrões de reatividade. Como exemplo, o alumínio, na forma de nanopartículas entra em combustão quando em contato com o oxigênio, o que levou ao desenvolvimento da MOAB, a maior bomba não-nuclear já construída, empregada largamente pelas tropas estadunidenses na guerra do Afeganistão.
A nanociência abrange diferentes segmentos, dentre os quais se destaca o da nanotecnologia do carbono. Para compreendê-la é necessário conhecer as formas alotrópicas do carbono.

## Formas alotrópicas do carbono

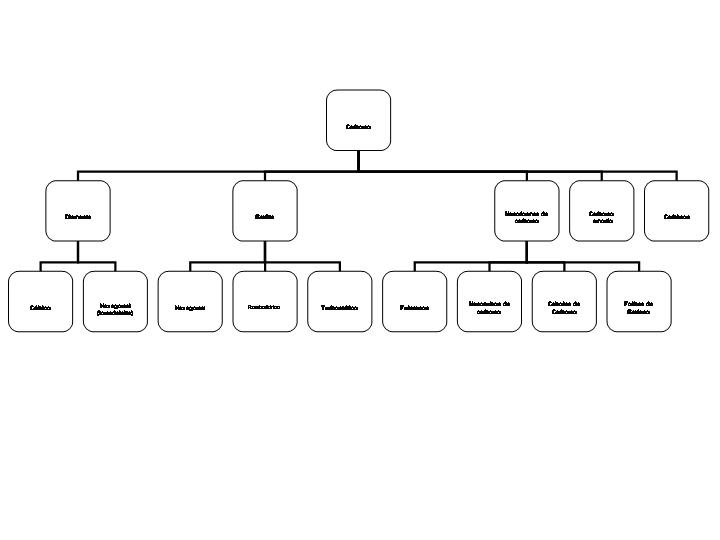
Formas alotrópicas do carbono.

De acordo com a definição da International Union of Pure and Applied Chemistry (IUPAC), alótropos são diferentes modificações estruturais de um elemento químico. O termo refere-se à propriedade que determinados elementos apresentam de se apresentarem sob diferentes formas (formas alotrópicas), que variam em função de como os átomos desse elemento estão ligados entre si.
Como exemplo, o oxigênio pode ser encontrado na forma de:
- O2 - um gás incolor, essencial para a existência da vida em nosso planeta e que constitui cerca de 23% do ar que respiramos;
- O3 - o ozônio, que forma uma camada gasosa na estratosfera, protegendo o planeta de grande parte da radiação ultravioleta emitida pelo Sol;
- O4 - o tetra-oxigênio, muito pouco estável; e
- O8 - o octa-oxigênio, um sólido vermelho.

Inúmeros outros elementos apresentam diferentes formas alotrópicas, dentre eles: o fósforo (P), o antimônio (Sb), o nitrogênio (N), o silício (Si), o boro (B), o enxofre (S), o selênio (Se), o germânio (Ge), o arsênio (As) e alguns metais como o ferro (Fe) e o titânio (Ti).
No caso do carbono, historicamente apenas três formas alotrópicas eram conhecidas, todas de ocorrência natural, sendo elas o grafite, o diamante e o carbono amorfo. Este último, apesar de conhecido desde tempos remotos, só foi considerado uma forma alotrópica recentemente.
Em 1985 foi descoberto o fulereno e, mais tarde, nanoestruturas do carbono como os nanotubos de carbono e as nanocebolas de carbono. Atualmente, inúmeras outras formas são conhecidas.

## Nanoformas do carbono
Devido às dimensões de estruturas formadas de carbono como os fulerenos, os nanotubos de carbono e as cebolas de carbono, estas recebem o nome de nanoformas de carbono. O estudo das suas propriedades tem mostrado aplicações nos mais variados campos da ciência.

### Fulerenos

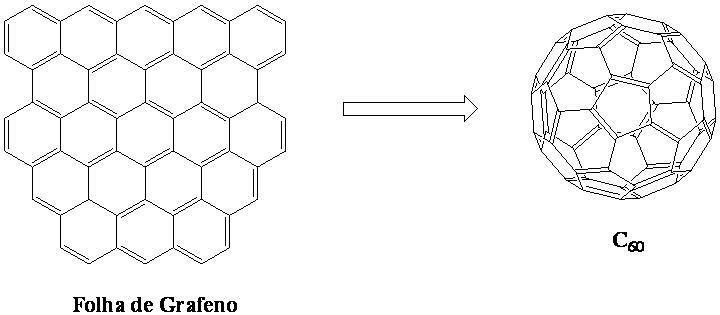
Estrutura do C60.

### Nanotubos de carbono

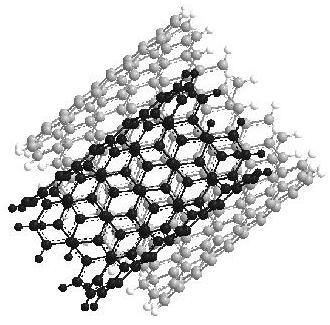
NCPM.

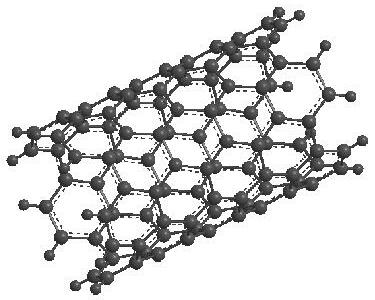
NCPS.

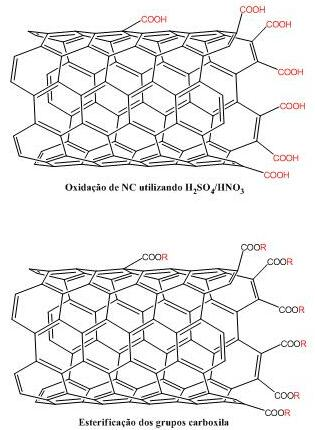
Funcionalização de NC.

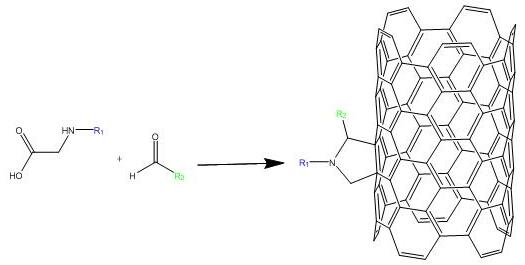
Modificações por interações covalentes.

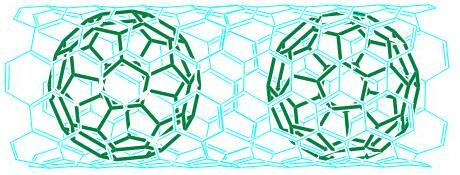
Funcionalização no interior do nanotubo.

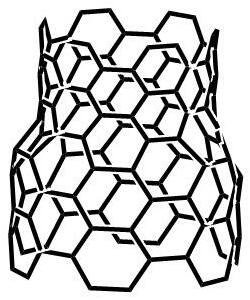
Nanotubos em forma de copos.

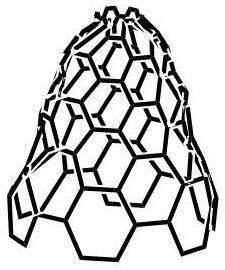
NC com terminação cônica.

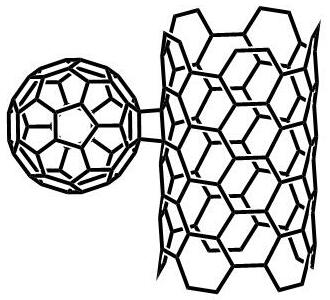
Nanotubos geminados com fulerenos.

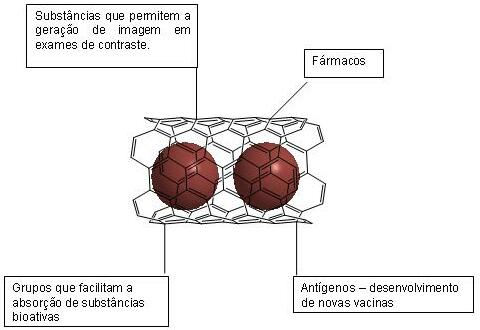
Utilização de NC para o desenvolvimento de fármacos.

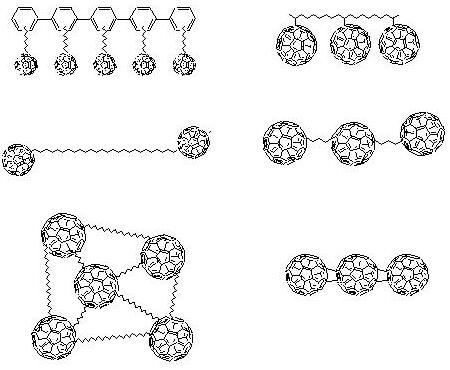
Diferentes aplicações para fulerenos.

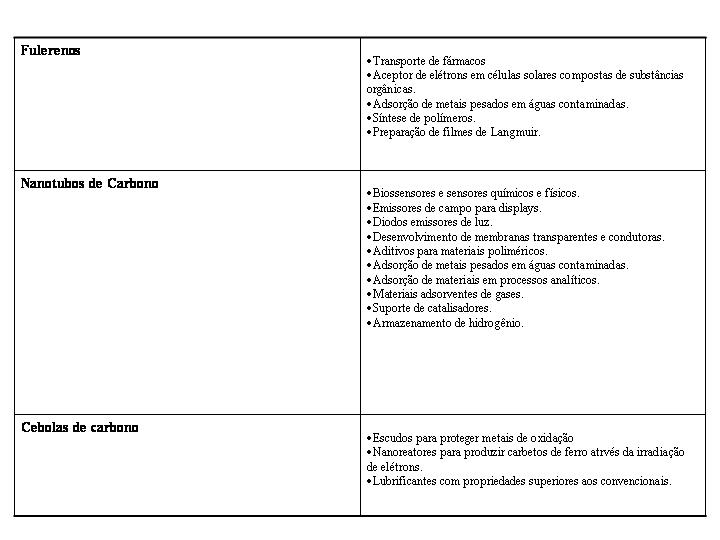
Tabela 1.

No início da década de 50, relatos de estruturas similares a folhas de grafite enroladas já eram descritos na literatura. Entretanto, foi em 1991 que Iijima apresentou a síntese dessas estruturas em quantidades substanciais. Em seu trabalho, o pesquisador utilizou um método de evaporação por arco elétrico, semelhante ao utilizado na época para a obtenção de fulerenos. O crescimento dos tubos foi observado no eletrodo negativo do arco.
Inicialmente, Iijima referiu-se às estruturas observadas como microtúbulos helicais de carbono grafite. Hoje, essas estruturas são conhecidas como nanotubos de carbono (NC), e sua descoberta tida como um dos principais avanços na área de materiais dos últimos anos, principalmente devido às propriedades mecânicas e eletrônicas dos NC.
Os NC são derivados das fibras de carbono e dos fulerenos. Sua estrutura é um arranjo hexagonal de carbono em forma cilíndrica e pode ter extremidades abertas ou fechadas, com diâmetros variando de poucos Ångstroms a dezenas de nanômetros e comprimento de até alguns centímetros.
Os NC podem ainda ser divididos de duas formas, os NC de parede múltipla (NCPM) e os nanotubos de carbono de parede simples (NCPS).
Os NCPM são formados por duas ou mais camadas simples de cilíndricos concêntricos, com separação da ordem de 0,36 nm (aproximadamente o mesmo espaçamento observado entre as camadas de grafite) (Figura 5). No processo de produção por arco elétrico, os NCPM crescem na face do eletrodo negativo (catodo), ao longo de outras partículas como, poliedros, folhas de grafeno e carbono amorfo, diferente dos fulerenos convencionais como o C60 e o C70, que são encontrados misturados como a fuligem produzida na fase vapor do processo.
Já os NCPS são mais parecidos com os fulerenos convencionais do que seus análogos com múltiplas paredes, sendo constituídos por uma única folha de grafeno enrolada (Figura 6). Eles são formados na fase gasosa do processo de arco elétrico e uma diferença fundamental é o fato de precisarem de um catalisador para sua formação, em geral, um metal de transição. Os NCPS despertam maior interesse pela comunidade científica quando comparados com os NCPM, já que apresentam uma gama mais diversificada de possibilidades.
Dependendo da forma como as extremidades da folha de grafeno se ligam para dar origem ao nanotubo, há a variação de um parâmetro conhecido como ângulo de helicidade. Esse ângulo, combinado ao diâmetro do tubo dá origem aos índices de Hamada. Dependendo desses índices, o NC pode apresentar 3 arranjos distintos, que recebem os nomes de armchair, zig-zag e quiral (chiral). Esses arranjos apresentam propriedades de condução elétrica diferentes. Todos os NC do tipo armchair são condutores, enquanto que os NC do tipo zig-zag e quiral podem ser condutores ou semi-condutores. Outra característica interessante relacionada à condução de corrente em natubos de carbono provém de suas estruturas quasi-unidimencionais. Isso faz com que o transporte de carga ocorra sem espalhamento (transporte balístico), possibilitando a condução ao longo de grandes extensões do tubo, sem aquecimento.
Além das propriedades mecânicas e de condução elétrica, um dos principais interesses na área de NC está na possibilidade de realizar modificações químicas nessas estruturas, e as principais estratégias para o desenvolvimento dessa tarefa são:
- Funcionalização em imperfeições localizadas na parede lateral e nos aros.

Um exemplo é a metodologia desenvolvida por Smalley e colaboradores, que consiste no tratamento de NCPS com H2SO4 : HNO3, dando origem a NCPS com extremidades abertas, contendo grupos carboxila nas extremidades e na parede lateral (Figura 7). Os grupos carboxila podem ainda sofrer outros tipos de reações, que levam à formação de ésteres, cloretos de acila e amidas.
- Modificações por interações não-covalentes.

Essa estratégia consiste em funcionalizar o NC sem causar danos à estrutura eletrônica do mesmo. Esse método tem sido utilizado para a preparação de derivados ligados a surfactantes e macromoléculas como DNA, proteínas, polímeros e pirenos. Um exemplo é o hibrido [60]fulereno-pireno-nanotubo de carbono de parede simples preparado por Guldi e colaboradores. Diferentes estudos revelaram a ligação entre o grupo pireno e o NC através de interações supramoleculares π-π.
- Modificações por interações covalentes.

Assim como nos fulerenos, a distorção do sistema π dos carbonos sp², torna as paredes do nanotubo mais susceptíveis a reações do que sistemas aromáticos convencionais. Dessa forma, uma variedade modificações como halogenação, hidrogenação, adições nucleofílicas e reações radicalares são descritas com NC. Um exemplo bastante empregado para esse tipo de modificação é a formação de ilíideos azometina pela condensação com aminoácidos e aldeídos (Figura 8).
- Funcionalização no interior do nanotubo.

A introdução de substâncias no interior de NCPS é certamente uma das mais fascinantes possibilidades de modificação desse tipo de estrutura. Metais como ouro e prata, pequenas proteínas como a lactamase e fulerenos tem sido inseridos com sucesso no interior dessas cavidades. Como exemplo, pode-se citar a introdução de fulerenos C60, através da abertura do NC (Figura 9). O tratamento desse material em vácuo, sob altas temperaturas (1.200 °C) leva à abertura dos fulerenos, formando NC com parede dupla.
Os processos normalmente empregados para a produção de NC podem sofrer modificações dando origem a variedades de NC, com geometrias bastante variadas, como é o caso dos nanotubos em forma de copos (Figura 10),  que consistem em folhas de grafeno com formato de cone, onde seu diâmetro varia de 50 a 150 nm e seu comprimento pode chegar a 200 µm.
Outra variação são os nanochifres de carbono (Figura 11), que são NC com terminação cônica. Essas estruturas podem ser obtidas com alto teor de pureza, devido à ausência de nanopartículas de metal durante a sua produção.
Os NC podem ainda apresentar formas toroidais (em inglês conhecidos como nanotori), com diâmetros entre 300 e 500 nm e podem dar origem aos nanotubos geminados com fulerenos (em inglês conhecidos como nanobuds) (Figura 12). Estudos por microscopia eletrônica de transmissão já revelaram a existência de NC unidos covalentemente a fulerenos C42 e C60. Esse nanomaterial apresenta um grande potencial para possíveis aplicações, já que o híbrido pode fornecer novas estratégias de modificações químicas em NC.

### As nanocebolas de carbono

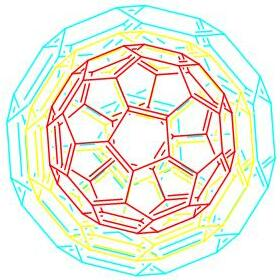
Esquema da estrutura de nanocebolas de carbono.

A descoberta das chamadas "nanocebolas" de carbono ocorreu na mesma época da dos NC. Essas estruturas consistem em fulerenos com paredes múltiplas, isto é, esferas concêntricas de folhas de grafeno, onde cada uma é separada da outra por uma distância aproximada de 3,4 Ångstroms. Devido à vasta dimensão dessas estruturas, elas apresentam baixa solubilidade em solventes orgânicos e reatividade química similar ao grafite.

### Grafenos

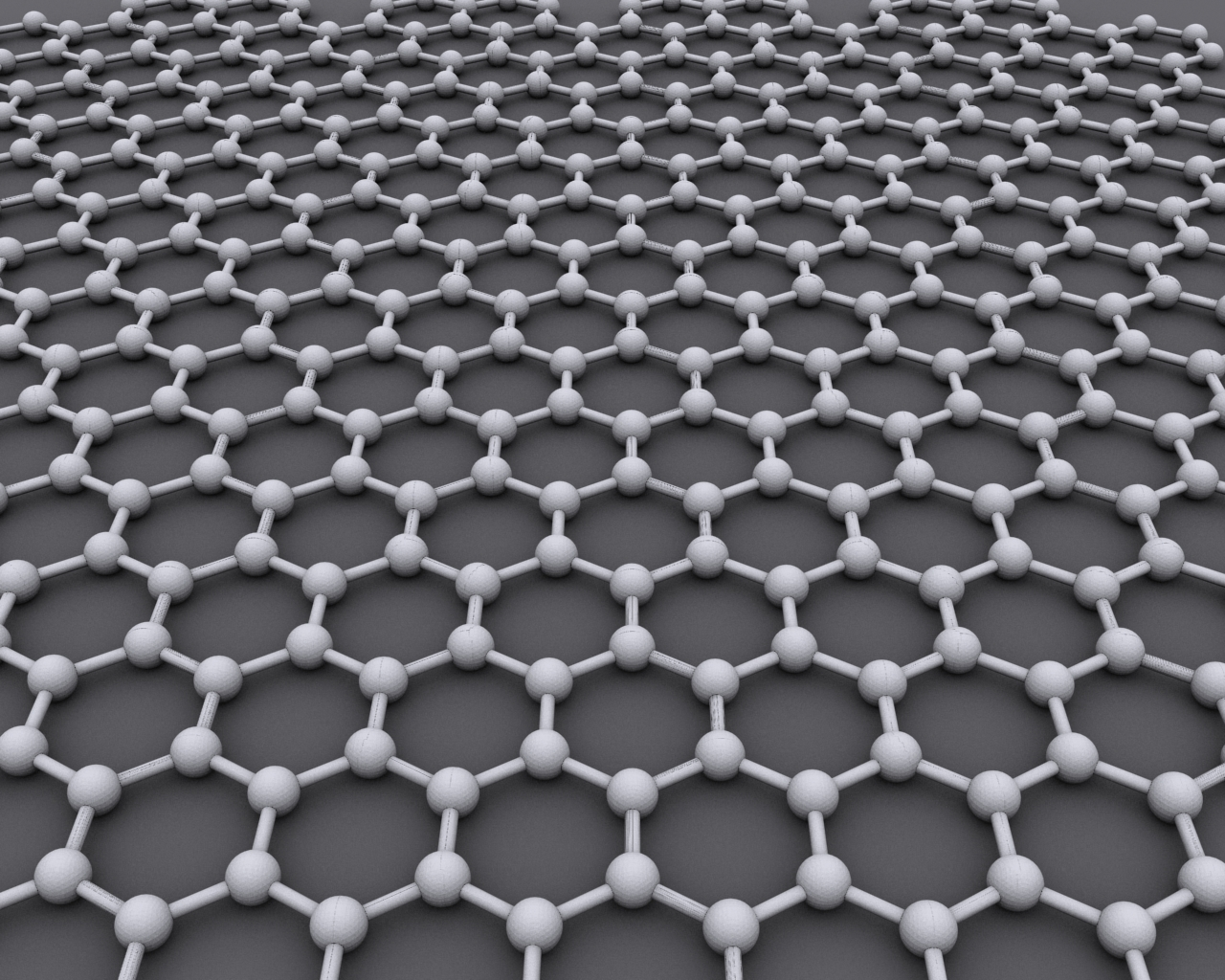
Esquema da estrutura do grafeno.

Os grafenos são anéis hexagonais de carbono com hibridização sp², formando uma estrutura bidimensional. Essas "folhas", quando unidas, formam o grafite. Foram desenvolvidos métodos para a produção de folhas de grafeno isoladas, o que levou essas estruturas a serem consideradas uma forma nanométrica de carbono. O grande interesse pelas folhas de grafeno está na capacidade que apresentam em transportar elétrons com bastante eficiência.

## Processos para a obtenção de nanoestruturas de carbono
O preparo de materiais em escala nanométrica pode ser feito essencialmente através de dois caminhos:
- o "top-down" e
- o "bottom-up".

No modelo top-down, a ideia é partir de escalas maiores, e chegar a escalas nanométricas utilizando ferramentas externas de controle. Esse modelo é semelhante ao utilizado pela indústria de semicondutores para a fabricação de microchips, onde técnicas como a litografia são utilizadas. Entretanto, muitas vezes o modelo top-down esbarra em limitações físicas para alcançar seus objetivos e acaba tornando-se dispendioso.
Já o bottom-up vale-se do princípio da auto-montagem, a estratégia mais compatível com os princípios da nanotecnologia. Governados pelas interações químicas, átomos e moléculas reorganizam-se dando forma à estrutura desejada. Em geral, o modelo bottom-up, aparenta ser mais eficiente e mais barato.
Durante anos as principais formas para a obtenção de estruturas nanométricas de carbono foram a ablação por laser e o arco elétrico, sendo que esse último possibilitou a obtenção do fulereno em quantidades apreciáveis, contribuindo para o desenvolvimento de pesquisas na área. Ambas as estratégias enquadram-se no modelo top-down e são baseadas na evaporação de carbono a partir de um precursor sólido como por exemplo grafite de alta pureza, seguido da condensação dos átomos de carbono.
Nos últimos anos, um método conhecido como deposição química de vapor (CVD do inglês – Chemical Vapor Deposition) vem destacando-se na preparação NCPS, com orientação controlada e nanocebolas de carbono. Enquadrada em um modelo bottom-up, a CVD consiste na introdução de um gás apropriado contendo carbono em um forno com temperaturas em torno de 700 a 900 °C. Os nanotubos crescem em uma superfície catalítica heterogênea, normalmente composta por um metal de transição ou por uma liga de metais de transição. A utilização de catalisadores permite o controle do diâmetro do NC, do ângulo de helicidade, da taxa de crescimento e da temperatura. Além do processo envolvendo altas temperaturas, o método CVD pode ser realizado utilizando-se um plasma. A sigla utilizada para caracterizar essa técnica é PECVD (do inglês Plasma Enhanced CVD).
Um outro método bastante simples — que permite a obtenção de NC, entretanto só produz NCPM — é a pirólise de hidrocarbonetos, como o benzeno, em temperaturas em torno de 1.000 °C. Os NC obtidos nesse processo apresentam características similares aos obtidos no processo de descarga de arco elétrico.
No caso das nanocebolas de carbono, a CVD é feita em superfícies contendo metais como Ni, Fe e Co. Entretanto, existem outros métodos que permitem controlar de maneira mais eficiente o tamanho da nanocebola. Estruturas pequenas, com 6 a 8 camadas e diâmetros em torno de 5 nm, são produzidas pelo recozimento de nanopartículas de diamante (~5 nm) em temperaturas acima de 1.200 °C. A principal vantagem desse método é o alto rendimento. Já nanocebolas maiores, com 20 a 30 camadas e diâmetro em torno de 15 a 25 nm, podem ser obtidas por um método que envolve o arco elétrico com eletrodos de grafite em água. As nanocebolas produzidas ficam flutuando na superfície da água. Isso permite a obtenção do produto em um tempo reduzido, com bom rendimento e alto grau de pureza. Em outros estudos, verificou-se a possibilidade da produção de nanocebolas por arco elétrico em nitrogênio líquido. Quando comparado com o arco elétrico em água, esse processo demonstrou produzir uma quantidade menor de carbono amorfo junto às nanocebolas.

## Aplicações das nanoformas de carbono
O grande destaque da nanotecnologia do carbono é proveniente das inúmeras aplicações que estão sendo desenvolvidas para as nanoestruturas do carbono. Na área de pesquisa e desenvolvimento de fármacos, fulerenos e NC podem ser utilizados para carregar substâncias bioativas até alvos específicos. Essas estruturas podem ser funcionalizadas com determinados grupos que facilitam a absorção de fármacos nos sistemas biológicos. Estudos recentes vêm mostrando a capacidade de NC em ligarem-se a proteínas de antígenos. Dessa forma, é possível o desenvolvimento de novas formas de vacinação. Outra utilidade na área farmacêutica seria a introdução de átomos metálicos no interior de fulerenos e NC, assim como a introdução de grupos funcionais em suas estruturas, que permitem a geração de imagens em exames de contraste (Figura 14).
Na área de materiais, o desenvolvimento de compósitos com NC tem possibilitado a produção de materiais com maior resistência mecânica e com propriedades elétricas e magnéticas variadas. Híbridos de NC com metais permitem a criação de substâncias com propriedades micelares, onde a parte metálica apresenta um caráter hidrofílico enquanto que o NC apresenta um caráter hidrofóbico. Após a interação com outras substâncias na fase aquosa, essas estruturas são passíveis de manipulação por estímulos externos, como por exemplo, o campo magnético gerado por um imã.
Fulerenos estão sendo utilizados para a fabricação de polímeros(Figura 15), células solares, filmes de Langmuir 21 e muitas outras aplicações, enquanto que, cebolas de carbono, tem demonstrado propriedades lubrificantes superiores a materiais convencionais, o que vem chamando a atenção de pesquisadores da NASA para possíveis aplicações em pesquisas aeroespaciais.
Na tabela abaixo (Tabela 1), são sumarizadas as principais aplicações de nanomateriais de carbono descritas na literatura.

## Conclusões
A exploração das propriedades que os materiais em escala nanométrica podem apresentar será, certamente, uma das principais ocupações da ciência nos próximos anos. Gigantes como a IBM, Motorola, Samsung, L’Oréal, Volkswagen, Basf, Roche e muitos outros, já estão investido pesado nessa tecnologia, que promete uma vasta gama de aplicações e mudanças significativas na vida da população em geral.
Uma importante vertente da nanotecnologia é o estudo das nanoformas do carbono. Desde a descoberta do fulereno, em 1985, os avanços na área ocorrem de maneira estrondosa, principalmente devido ao desenvolvimento de metodologias sintéticas e aos avanços em técnicas analíticas, como a microscopia eletrônica e a ressonância magnética nuclear, que permitem manipular e a analisar essas substâncias com extrema perícia. Muitos avanços ainda são esperados, principalmente na área de materiais, entretanto, a produção de nanoestruturas do carbono em larga escala ainda é um desafio, que sem dúvida será vencido pela criatividade dos pesquisadores e pelos avanços da ciência.